# 心月無想柳流
心月無想柳流（しんげつむそうやなぎりゅう）は日本武術の流派の一つ。肥前国伊万里出身の岩永源之亟が宝暦三年に開いたとされる。柔術・剣術・棒術・小薙刀術などからなる。

## 歴史
流祖・岩永源之亟正光は、肥前国伊万里の郷土で、父・仁左衛門義景に従い、柳生流剣術及び柔術を修行し、その後、鍋島藩の古賀重太夫より楊心流柔術を学んだ。さらに諸国武者修行の折、播州赤穂の住人・大国鬼平重信に高木流柔術及び九鬼神流棒術の免許皆伝を受けたとされる。その後、父・仁左衛門病死のため帰郷した源之亟は、宝暦三年、心月無想柳流を創始する。
その後、同流は佐賀県を中心に伝わったが、現在では十二代宗家の岩永源三郎が兵庫県尼崎市の修道館道場において指導を行っている。また、岩永源一光教の門人の川村八朗が兵庫県西宮市で活動している。

## 技法
- 柔術
  - 初伝之形　　五十二手
  - 體術之形　　　十五手
  - 調之形　　　四十五手
  - 無刀捕之形　二十五手
- 大小捌
- 剣術
- 小薙刀
- 九鬼神流棒術

## 系譜
- 岩永源之丞正光
- 岩永源次郎光治
- 岩永兵部光興
- 岩永與左衛門正近
- 松尾彦四郎正次
- 岩永惣左衛門能正
- 岩永源介光義
- 多久島笹一則光
- 岩永源一光教
  - 布谷功百畊
    - 加納武彦錬岳
      - 岩永源三郎正義（修道館）

  - 川村八朗（甲武館）